# Equação de taxa
A equação de taxa ou "lei" de taxa ou equação de velocidade para uma reação química é uma equação que relaciona a taxa de reação com concentrações ou pressões de reagentes e parâmetros constantes (normalmente coeficientes de taxa e ordens de reação parciais. Para determinar a equação de taxa para um sistema particular combina-se a taxa de reação com um balanço de massa para o sistema. Para a reação genérica mA + nB → C sem etapas intermediárias em seu mecanismo de reação (isto é, uma reação elementar), a taxa é dada por
{\displaystyle r\;=\;k[\mathrm {A} ]^{m}[\mathrm {B} ]^{n}}
onde [A] e [B] expressam a concentração das espécies A e B, respectivamente (normalmente em moles por litro (molaridade)); m e n são os expoentes relacionados à equação balanceada mas NÃO necessariamente os coeficientes estequiométricos, embora a tais possam ser idênticos, e portanto tais expoentes sempre devem ser obtidos experimentalmente; e k é o coeficiente de taxa ou constante de taxa da reação. O valor deste coeficiente k depende de condições tais como temperatura, força iônica, área de superfície do absorvente ou intensidade de radiação luminosa. Para reações elementares, a equação de taxa pode ser derivada dos primeiros princípios usando teoria das colisões.
A equação de taxa de uma reação com um mecanismo de múltiplas etapas não pode, em geral, ser deduzida dos coeficientes estequiométricos da reação inteira; isto deve ser determinado experimentalmente. A equação pode envolver coeficientes exponenciais fracionários, ou pode depender da concentração de espécies intermediárias.
A taxa de equação é uma equação diferencial, e pode ser integrada para obter-se uma equação de taxa integrada que relaciona concentrações de reagentes ou produtos com o tempo.
Se a concentração de um dos reagentes mantem-se constante (porque é um catalisador ou encontra-se em grande excesso com respeito aos outros reagentes) sua concentração pode ser incluida na constante de taxa ou constante de velocidade, obtendo uma pseudo constante: se B é o reagente cuja concentração é constante então {\displaystyle r=k[A][B]=k'[A]}. A equação de taxa de segunda ordem tem sido reduzida a uma equação de taxa de pseudo primeira ordem. Isto faz o tratamento para obter-se uma equação de taxa integrada muito mais fácil.

## Reações de ordem zero
Uma reação de ordem 0 tem uma taxa a qual é independente da concentração do(s) reagente(s). Aumentando-se a concentração das espécies reagentes não irá acelerar (incrementar) a taxa de reação. Reações de ordem zero são tipicamente encontradas quando um material que é requerido pela reação é processado, tal como a superfície de um catalisador, é saturado pelos reagentes. A lei de taxa para uma reação de ordem zero é
{\displaystyle \ r=k}
onde r é a taxa de reação, e k é o coeficiente de taxa de reação com unidades de concentração/tempo. Se, e somente se, esta reação de ordem 1) ocorre em um sistema fechado, 2) não existe a formação de intermediários, e 3) não existem outras reações ocorrendo, isto pode ser mostrado pela solução de um balanço de massa para o sistema que:
{\displaystyle r=-{\frac {d[A]}{dt}}=k}
Se esta equação diferencial é integrada resulta uma equação a qual é frequentemente chamada lei de taxa de ordem zero integrada.
{\displaystyle \ [A]_{t}=-kt+[A]_{0}}
onde {\displaystyle \ [A]_{t}} representa a concentração da substância química de interesse em um momento do tempo específico, e {\displaystyle \ [A]_{0}} representa concentração inicial.
Uma reação é de ordem zero se os dados de concentração podem ser plotados versus o tempo e o resultado é uma linha reta. O declive desta linha resultante é o valor negativo da contante de taxa de ordem zero k.
A meia-vida da reação descreve o tempo necessário  para metade do reagente a ser consumido (o mesmo que a meia-vida tratada em decaimento nuclear, a qual é uma reação de primeira ordem). Para uma reação de ordem zero a meia-vida é dada por
{\displaystyle \ t_{\frac {1}{2}}={\frac {[A]_{0}}{2k}}}
Exemplo de uma reação de ordem  zero
- Processo Haber reverso: {\displaystyle 2NH_{3}(g)\rightarrow \;3H_{2}(g)+N_{2}(g)}

Deve-se notar que a ordem de uma reação como esta não pode ser deduzida da equação química da reação.